# Сама са собом
Сама са собом је петнаеста сингл-плоча певачице Снежане Ђуришић. Објављена је 21. јуна 1979. године за ПГП РТБ. Са песмом Сама са собом учествовала је на фестивалу Хит парада 1979. године.

## Песме
| Страна | Песма             | Аутор          |
| ------ | ----------------- | -------------- |
| А      | Сама са собом     | Драган Токовић |
| Б      | Лакше ћемо удвоје | Драган Токовић |